# أوتو روجرز
أوتو روجرز هو رسام كندي، ولد في 19 ديسمبر 1935 في Kerrobert ‏ في كندا.